# گورنگا کراواریتسا
گورنگا کراواریتسا (به صربی: Gornja Kravarica) یک روستا در صربستان است که در لوچانی واقع شده‌است. گورنگا کراواریتسا ۱۵٫۴۰ کیلومتر مربع مساحت و ۳۷۱ نفر جمعیت دارد و ۵۰۳ متر بالاتر از سطح دریا واقع شده‌است.